# BLS RBDe 4/4
Die RBDe 565, ursprünglich RBDe 4/4 der BLS-Gruppe, sind Triebwagen der Schweizer Bahngesellschaft BLS AG, die mit den zugehörigen Steuer- und Zwischenwagen als Pendelzüge im Regionalverkehr eingesetzt werden und zur Gruppe der «Privatbahn-NPZ» gehören. Ab 2021 werden die Züge durch Stadler Flirt der neusten Generation abgelöst.

## Typenübersicht
Die RBDe 4/4 wurden von der damaligen BLS-Gruppe gemeinsam mit der Bodensee-Toggenburg-Bahn (BT) entwickelt. Das Eidgenössische Amt für Verkehr (EAV) verlangte als Bedingung für die Gewährung von Bundesbeiträgen die Koordination ähnlicher Beschaffungsbedürfnisse. So schlossen sich auch die Chemins de fer fribourgeois Gruyère–Fribourg–Morat (GFM) und die Chemin de fer Régional du Val-de-Travers (RVT) der Beschaffungsgruppe an, später kam noch die EBT-Gruppe dazu.
Die Triebwagen von BLS und BT sind sehr ähnlich. Während die BLS bei Zwischen- und Steuerwagen beim althergebrachten Einheitswagenprinzip mit Endeinstiegen, Schraubenfedern und Klotzbremsen blieb, ordnete die BT Doppeleinstiege bei den Drittelspunkten an und baute luftgefederte Drehgestelle mit Scheibenbremsen ein. GFM und RVT liessen den Triebwagen mit zwei Führerständen ausrüsten. Die erste Serie kam 1982, auf die Einführung des Taktfahrplans hin in Betrieb. Bei den zwei Nachbeschaffungen 1984/85 und 1991/92 wurden dann nur noch Triebwagen von der BLS-Ausführung mit einem Führerstand beschafft.
Diese Fahrzeuggruppe wird heute meist als «Privatbahn-NPZ» bezeichnet. Die NPZ der SBB (und TRAVYS sowie SOB) sind Weiterentwicklungen der Privatbahn-NPZ mit folgenden Hauptunterschieden: Höchstgeschwindigkeit 140 km/h (statt 125 km/h), Vielfachsteuerung IIId (Befehlsgebersteuerung statt Charakteristiksteuerung), keine Abteiltüren (dadurch Lüftungsmodul auf dem Dach) und modifizierte Front.

## Beschaffung
Die zur damaligen BLS-Betriebsgemeinschaft gehörenden Bern-Neuenburg-Bahn (BN), Gürbetal-Bern-Schwarzenburg-Bahn (GBS) und Spiez-Erlenbach-Zweisimmen-Bahn (SEZ) standen Ende der 1970er-Jahre vor dem Problem überalterter Fahrzeugflotten. Es standen der gesamten Betriebsgemeinschaft nur 24 Triebwagen zur Verfügung, die teilweise schon über 40 Jahre alt waren.
Aufgrund dieses überalterten Fahrzeugparks bestellte die BLS-Betriebsgemeinschaft im Jahr 1979 insgesamt 10 Pendelzugseinheiten. Zwei davon wurden (für die SEZ) vierteilig, fünf dreiteilig und drei zweiteilig bestellt, von Anfang an war aber vorgesehen, auch EW I als Zwischenwagen zu verwenden. Die Züge wurden von BBC (elektr. Ausrüstung), SWS (Steuer- und Zwischenwagen sowie Triebdrehgestelle) und SIG (Wagenkasten des Triebwagens) gefertigt. Ab Herbst 1981 wurden die Zwischenwagen ausgeliefert und in der ersten Hälfte 1982 die Trieb- und Steuerwagen.
Bereits 1984/85 wurde eine zweite Serie von 8 Pendelzügen ausgeliefert. Änderungen wurden nur in Details vorgenommen, von aussen auffallend ist der Verzicht auf Schürzen, innen kamen rot bezogene Einzelsitze statt blau (für Nichtraucher) und rot (für Raucher) bezogene Sitzbänke zum Einbau, die Trennwand in den 6 Zwischenwagen verkleinerte das damalige Raucherabteil von 5 auf 4 Fenster.
Schliesslich kamen 1991/92 weitere 4 Trieb- und Steuerwagen in Betrieb, als Zwischenwagen kam nun eine wachsende Flotte von EW I mit aussenbündigen Türen zum Einsatz.
Das beschaffte Rollmaterial erhielt die folgenden Betriebsnummern:
| Serie                        | Lieferung | BLS     | SEZ     | GBS     | BN      | TSI-Nummern nach Umbau (2009–11)  |
| ---------------------------- | --------- | ------- | ------- | ------- | ------- | --------------------------------- |
| Triebwagen RBDe 4/4 RBDe 565 | 1981–82   | 721–722 | 723–724 | 725–729 | 730     | 94 85 7 565 721–729               |
| Triebwagen RBDe 4/4 RBDe 565 | 1984–85   | 731     | 732–733 | 734–736 | 737–738 | 94 85 7 565 731–738               |
| Triebwagen RBDe 4/4 RBDe 565 | 1991–92   | –       | 739     | 740     | 741–742 | 94 85 7 565 739–742               |
| Zwischenwagen B 50 63 20-33  | 1981–82   |         | 770–773 | 780–783 | 790     | 50 85 20-35 532–539, 543          |
| Zwischenwagen B 50 63 20-33  | 1984–85   | 700     |         | 784–786 | 791–792 | 50 85 20-35 531, 540–542, 544–545 |
| Zwischenwagen B 50 63 20-33  | 1991–92   | –       | –       | –       | –       | –                                 |
| Steuerwagen ABt 50 63 39-33  | 1981–82   | 954–955 | 971–972 | 982–986 | 992     | 50 85 80-35 961–970               |
| Steuerwagen ABt 50 63 39-33  | 1984–85   | 956     | 973–974 | 987–989 | 993–994 | 50 85 80-35 971–978               |
| Steuerwagen ABt 50 63 39-33  | 1991–92   | –       | 975     | 979     | 995–996 | 50 85 80-35 979–982               |

Trieb- und Steuerwagen werden bis heute, von kleinen Ausnahmen abgesehen, gemäss Ablieferung eingesetzt, also z. B. (Nummern vor/nach Umnummerierung auf TSI-Nummern) 722-955/722-962, 736-989/736-976, 742-996/742-982.

## Pflichtenheft
Diese neu bestellten Triebzüge mussten folgende Pflichten erfüllen
- Ergänzung der Kompositionen mittels eines weiteren Zwischenwagens möglich
- Vielfachsteuerung bis zu drei Einheiten möglich
- Bestehende Einheitswagen müssen in den Zugverbund eingeordnet werden können
- Die Züge müssen in allen vorkommenden Zugskategorien (Nah-, Regional-, Fern- und Ausflugsverkehr) und auf allen Strecken frei eingesetzt werden können.
- Abstellmöglichkeiten in den Vorräumen
- Einstiege mit Klapptritt und einer Einstiegshöhe von 1030 mm
- grosse Sitzabteile und komfortabler Innenausbau für den Schnellzugs- und Ausflugsverkehr

## Veränderungen im Laufe der Zeit

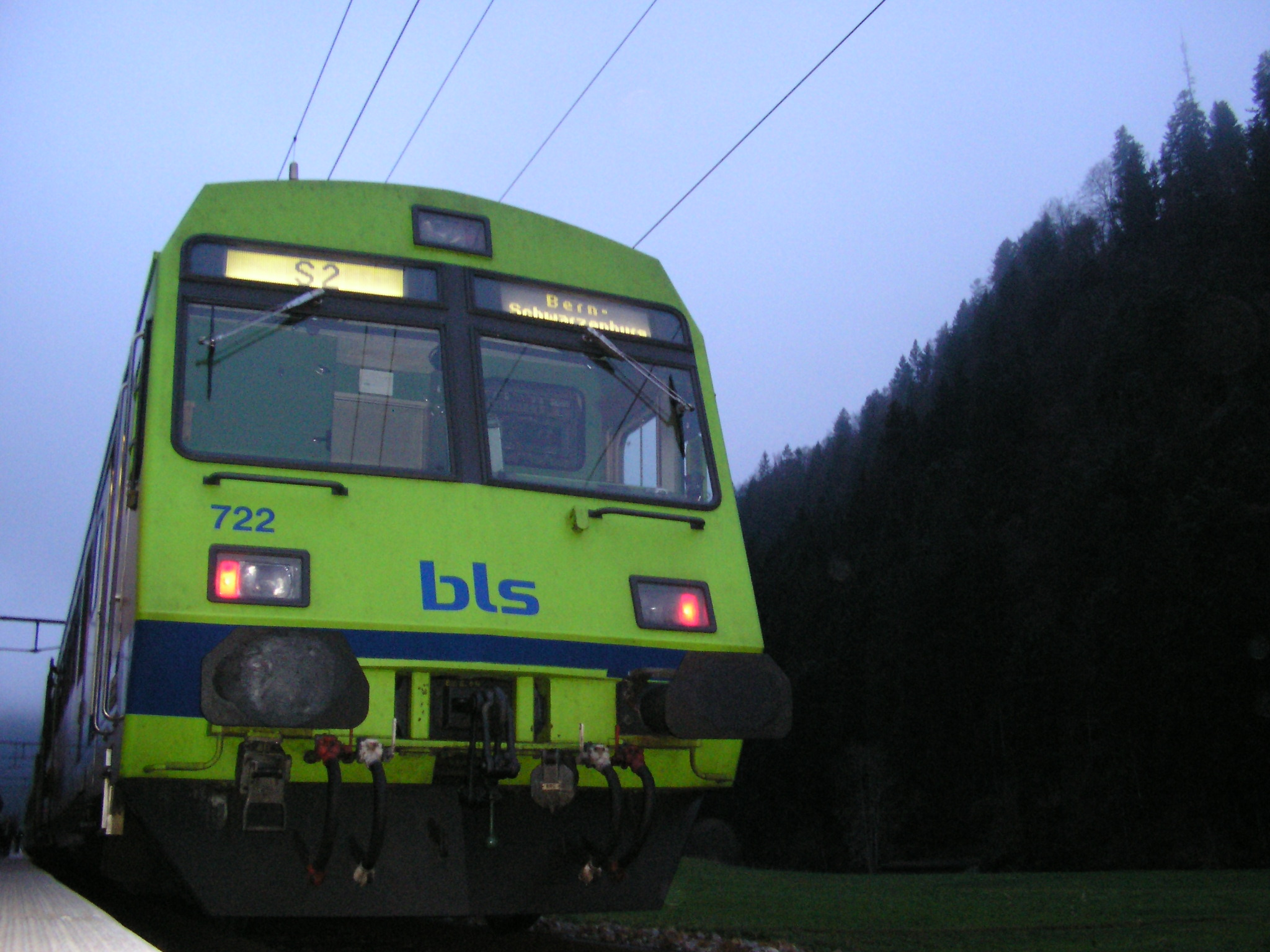
BLS RBDe 565 722, neues Farbschema in Trubschachen BE

Durch den Zusammenschluss von BLS, SEZ, GBS und BN entstand 1997 die BLS Lötschbergbahn, 2006 fusionierte diese mit dem RM zur BLS AG.
Für die Umsetzung der «neuen» S-Bahn Bern ab Dezember 2004 wurden 16 Zweitklass-Zwischenwagen «B Jumbo» beschafft, zuerst gab es einen Prototyp B 600, der aus zwei EW I umgebaut wurde. Die Serienausführung B 601–615 entstand nur noch aus einem EW I für die Enden, der Mittelteil wurde neu gebaut und erhielt eine angepasste Dachform. Für weitere Kapazitätserweiterungen wurden im Jahr 2005 erneut zehn solche Wagen, B 616–625 bestellt. 5 Wagen beschaffte zudem der RM (B 520–524) für den Einsatz mit RBDe 4/4II.
Die Umsetzung der neuen Corporate Identity der BLS schlägt sich in der sukzessiven Umlackierung der Fahrzeuge, vom alten Farbschema (blau-crème) in das neue (silber-blau mit lindgrünen Türen und Fronten), nieder. Die Umlackierungen begannen im November 2003 und 21 Züge (inklusive der 15 Zwischenwagen) waren bis Dezember 2006 behandelt, der zweiundzwanzigste (734-987) erschien nach der Reparatur nach einem Brand im April 2007 im neuen Anstrich.
Anfang 2009 wurde bei der BLS das Refit- und Komfortsteigerungsprogramm «Kompakt» gestartet, bei dem auch die RBDe 565-Pendel umfassend aufgewertet werden. Die Massnahmen im Einzelnen:
- Komplett erneuerter Innenraum
- Neu 31 anstatt 24 Sitzplätze 1. Klasse (Sitzteiler 2+2 statt 2+1) im Steuerwagen ABt
- Vergrösserter Mehrzweckbereich im Steuerwagen ABt (anstelle WC)
- Klimatisierung Steuerwagen ABt
- Fahrzielanzeige in jedem Innenraum (Inbetriebnahme später)
- Videoüberwachung
- Pro Einstiegsbereich Netzplan auf Augenhöhe, Zeitungsbox, grosser Abfallbehälter und Zugordnung
- Einheitliche Anschriften und Piktogramme an und in den Fahrzeugen
- Technische Erhaltungsmassnahmen; die Fahrzeuge werden noch 15 bis 20 Jahre im Einsatz stehen

## Taufnamen
- 565 721-8 bis 565 730-9 sind ungetauft
- 565 731-7 Bümpliz und Holligen
- 565 732-5 Erlenbach im Simmental
- 565 733-3 Boltigen
- 565 734-1 Ins/Anet
- 565 735-8 Belp
- 565 736-6 Toffen
- 565 737-4 Ferenbalm und Mühleberg
- 565 738-2 Kerzers/Ried
- 565 739-0 Wimmis
- 565 740-8 Uetendorf
- 565 741-6 Marin-Epagnier
- 565 742-4 St-Blaise

## Ausrangierung
Der RBDe 565 730 brannte am Abend des 16. Dezember 2009 in Biel/Bienne aus und musste an Ort und Stelle abgebrochen werden.
Seit dem Jahre 2022 werden schrittweise Züge abgebrochen und durch MIKA ersetzt.
Der Betrieb des RBDe 565 740 wurde im November 2022 eingestellt. Die Triebwagen RBDe 565 738, 736 und 742 wurden im März 2023 verschrottet. RBDe 565 741 und 733 wurden im Juni 2023 verschrottet. Der RBDe 565 737 wurde im August 2023 verschrottet. Die Triebwagen RBDe 565 729, 732, 734 wurden im November 2023 verschrottet. RBDe 565 739 wurde im November ausrangiert. RBDe 565 723, 731 und 721 samt ABt 962, 971, 961 wurden im Februar und März 2024 ausrangiert. Der RBDe 565 735 und ABt 975 Plus B 609 und B 531 wurden am 12. April 2024 ausrangiert und als erster RBDe mit dem Schriftzug "Fahrt in den Ruhestand". Ende Mai 2024 wurde auch der RBDe 565 721 zusammen mit den ABt 961 und 971 sowie den B 604 und 625 zum Abbruch nach Kaiseraugst überführt. Im Juni wurde RBDe 565 724, B 619, B 532 und ABt 964 nach Bönigen überführt. Ende Juli wurde RBDe 565 727, B 605, B 535 und ABt 967 nach Bönigen überführt, die Komposition wurde sofort aufgelöst und der RBDe 727 kam zu RBDe 735. Am 8. August 2024 wurden die RBDe 565 724, 727 und 735 zusammen mit den B 605, 609 und 619 nach Kaiseraugst zum Abbruch überführt. Im August 2024 wurde RBDe 565 725 mit B 618 und ABt 965 ausrangiert. Ende August 2024 wurde danach RBDe 565 722, B 620, B 534 und ABt 963 ausrangiert und wurden zuerst in Uetendorf abgestellt, im September 2024 kamen sie dann nach Bönigen. Die beiden letzten RBDe 565 726 und 728 wurden bit ihren B Jumbos B 616 und B 614 und ihren ABt 966 und 968 am 1. September 2024 nach Bönigen überführt. Ein RBDe 566 II und ABt wurde an den Verein Pendelzug Mirage verkauft. 2 B-Lego wurden auch an einen anderen Verein vergeben. ABt 965 und ABt 967 gehen an die Oensingen Balsthal Bahn (OeBB) Zuletzt unterwegs waren sie mit RBDe 725 und RBDe 727. Der RBDe 731 wurde als letzter Triebwagen zusammen mit den B 630 und 620 sowie dem ABt 963 im Februar 2025 nach Kaiseraugst zum Abbruch überführt.